# Кунігунда фон Орламюнде
Кунігунда Орламюндська (нім. Kunigunde von Orlamünde; Кунегунда Орламюндська; Ірина; 2-а половина 1050-х — після 20 березня 1117 ) — руська княгиня, дочка графа Орламюнде і Веймара Оттона I і Аделі Брабантської, дружина князя волинського та Короля Русі Ярополка Ізяславича.

## Біографія

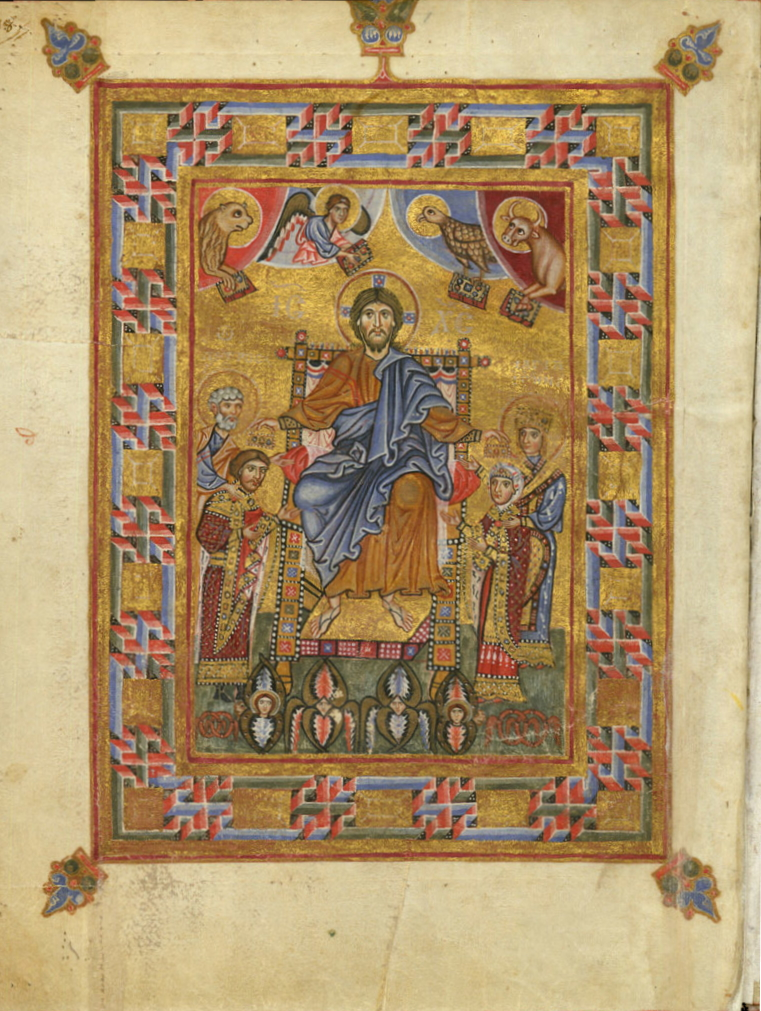
Христос коронує Ярополка і Кунігунду-Ірину

Походила з династії Асканіїв. Батько, Оттон I Веймар-Орламюнде, помер рано, на початку 1067 року. Мати Кунігунди Адела в 1069 році стала дружиною Деді Веттіна, маркграфа лужицької марки. Він приблизно в 1071—1072  роках видав свою пасербицю Кунігунду за Ярополка, сина київського князя Ізяслава Ярославича. На Русі Кунігунда отримала друге ім'я Ірина .
У 1073—1076 роках Кунігунда розділяла з чоловіком і тестем вигнання. В 1075 році вона разом з ними опинилася у свого вітчима маркграфа Деді.
Після смерті Ізяслава Ярославича в 1078 році жила разом з чоловіком і його матір'ю Гертрудою на Волині.
На початку 1086 року, під час війни з Всеволодом Ярославичем і Ростиславичами, коли Ярополк поїхав до Польщі за допомогою, залишивши Кунігунду та Гертруду в Луцьку, Володимир Мономах взяв Луцьк, полонив його матір і дружину і відвіз до Києва. Згідно з версією Назаренко Гертруда незабаром померла, залишивши Кунігунді Трірський псалтир. Після повернення з Польщі Ярополк помирився з Володимиром, але в листопаді 1086 року його було вбито.
Після смерті Ярополка Кунігунда, забравши з собою молодшу дочку, повернулася на батьківщину до сестри Оди і її чоловіка Екберту Майсенському, і незабаром пошлюбила Куно Нортхеймського (пом. 1103), молодшого брата Генріха Товстого, союзника Екберта. За володіннями своєї дружини Куно став іменуватися графом Бейхлінгенським. Дочку вона видала за Гюнтера, графа кефернбургського.
В кінці 1099 — початку 1100 Генріх Товстий отримав фризьку марку і вирішив породичатися з місцевою знаттю. Він видав двох своїх юних племінниць, старших дочок Куно і Кунігунди, за володарів Цютфена і Люксембургу. Однак отримати будь-які переваги від цих шлюбів він не встиг, в 1101 році він загинув. А в 1103 році двома своїми васалами був убитий Куно Бейхлінгенський, в тому ж році загинув і Генріх Старший. Втративши впливових родичів, Кунігунда була змушена шукати третього шлюбу. У 1110 році вона стала дружиною Віпрехта Гройчського (пом. +1124), Згодом маркграфа Лужицької та Майсенської марок. Її молодша дочка Кунігунда в тому ж році вийшла за сина свого вітчима, теж на ім'я Віпрехт. Таке подвійне весілля дозволило закріпити спадкові володіння Кунігунди за нащадками Віпрехта.
У 1112 році без спадкоємців по чоловічій лінії помер далекий родич Кунігунди Ульріх Веймарський, на його землі претендували і імператор Генріх V і племінник Кунігунди Зігфрід фон Балленштедт як родич по материнській лінії. Віпрехт Гройчський втрутився в боротьбу на боці родичів дружини. У тому ж році або на початку наступного Віпрехт уклав з тюрінзьким графом Людвігом Скакуном, тестем померлого Ульріха Веймарського, і Зігфрідом фон Балленштедт союз проти імператора. Події розвивалися невдало для союзників. Зігфрід був поранений і помер 9 березня 1113 року. Віпрехт потрапив в полон і був засуджений до смертної кари, заміненої на конфіскацію всіх його володінь. До 1117 року він сидів в ув'язненні у в'язниці замку Тріфельс. Віпрехт-молодший помер в 1117 році. На цей час припадає і остання згадка про Кунігунду (20 березня 1117), ймовірно, вона померла незабаром після цієї дати (в усякому разі раніше свого чоловіка).

## Родина
Приблизно в 1071—1072 роках Кунігунда стала дружиною Ярополка Ізяславича (пом. 22 листопада 1086).
Діти:
- Анастасія (1074 — 3 січня 1158), приблизно в 1086 році вийшла за мінського князя Гліба Всеславича.
- Дочка [ком. 5] (в німецьких джерелах Матильда; нар. близько 1076 [ком. 6]), в 1087/1088 вийшла за Гюнтера [ком. 7], графа кефернбургського, родоначальника графів Шварцбургських. Від цього шлюбу народився Зіццо фон Кефернбург.
- Ярослав (пом. 11 серпня 1102), князь берестейський
- В'ячеслав (пом. 13 грудня 1104)

В кінці 1087 — початку 1088 року Кунігунда вийшла вдруге за Куно Нортхеймського (пом. 1103), сина Оттона Нортхеймского. 
Діти:
- Матильда[8] [ком. 8] (рід. Прибл. 1088/1089 [ком. 9]), близько 1100[9] вийшла за Генріха Цютфенського, сина Оттона Багатого.
- Ліутгарда[8] [ком. 10] (рід. Прим. 1089/1090 [ком. 11]), близько 1100[9] вийшла за Вільгельма I Люксембурзького.
- Адела[8] (прим. 1090/1094 — 1123), приблизно в 1100/1106 вийшла за Дітріха III, графа Катленбурзького (пом. 12 серпня 1106), [ком. 12] а після його смерті за графа Гельферіха фон Пльоцкау (пом. 1118), свояки графів фон Штаде, що володіли Північною маркою, згодом Північна марка перейшла до нього.
- Кунігунда[8] (Друга пол. 1090-х — 1140), в 1110 вийшла за Віпрехта III Гройчського (пом. 1117), а другим шлюбом, який відбувся після березня 1127, за графа Діпольда III, маркграфа Північної Баварської марки, представника будинку Діпольдінгів [ком. 13]

У 1110 році Кунігунда вийшла за Віпрехта II Гройчського (пом. +1124).
Діти: не було.